# Viktor von Carlowitz-Maxen
Viktor Karl von Carlowitz-Maxen (* 6. Dezember 1809; † 11. September 1856 in Dresden) war ein deutscher Heraldiker und Genealoge.
Er entstammte dem alten meißnischen Adelsgeschlecht derer von Carlowitz, aus dem 1773 das Geschlecht derer von Carlowitz-Maxen hervorging. Carlowitz-Maxen war sächsischer Hauptmann, Kammerherr und Legationsrat. Er galt als ausgezeichneter Kenner der sächsischen Geschichte und hatte eine umfangreiche historische Privatsammlung angelegt, die nach seinem Tod in den Besitz des Sächsischen Hauptstaatsarchivs in Dresden überging. Zudem wirkte er als stellvertretender Vorsitzender des Königlich-Sächsischen Altertumsvereins (jetzt: Verein für sächsische Landesgeschichte e.V.).
Für den Neuen Siebmacher bearbeitete er den Band „Souveräne“.

## Werke
- Beitrage zu einer Geschlechtsbeschreibung der Familie von Bernstein, vom Anfang des 14. bis zu Anfang des 17. Jahrhunderts. Mitte v. 19. Jh. (Digitalisat)